# پپه اوسیو
پپه اوسیو (اسپانیایی: Pepe Ocio‎؛ ‏ ۲۴ دسامبر ۱۹۷۶) بازیگر اهل اسپانیا است. وی تاکنون ۳ مرتبه نامزد دریافت جایزهٔ بهترین بازیگر نقش مکمل مرد و یکبار برندهٔ جایزهٔ بهترین بازیگر نقش اصلی در جشنواره فیلم‌های اسپانیایی مالاگا شده است.
از فیلم‌ها یا مجموعه‌های تلویزیونی که وی در آن‌ها نقش داشته است، می‌توان به الیت، جگوار، دختران تلفنچی، کارلوس، پادشاه امپراتور، گراند هتل، ۱۴ آوریل، جمهوری، مأمور مخفی، مانولت و کامینو اشاره نمود.